# Nevena Božović
Nevena Božović (født 15. juni 1994) er en serbisk singer-songwriter. Hun debuterede ved at repræsentere Serbien ved Junior Eurovision Song Contest 2007 med sangen Piši mi, der kom på en tredje plads. I 2012 deltog Božović i sangkonkurrencen Prvi glas Srbije, hvor hun kom på andenpladsen.
Det følgende år repræsenterede Božović og to andre finalister, Mirna Radulović og Sara Jovanović, nu som medlem af pigegruppen Moje 3 Serbien ved Eurovision Song Contest 2013 med sangen 'Ljubav je svuda', som ikke nåede finalen. Hun var den første kunstner, som har konkurreret både i Eurovision Song Contest og i Junior Eurovision Song Contest, som en hovedartist. Božović vil konkurrere i Eurovision Song Contest 2019, denne gang som solokunstner med sangen 'Kruna'.